# غابور كوفاتش (لاعب كرة قدم)
غابور كوفاتش (بالمجرية: Kovács Gábor)‏ (23 أكتوبر 1987 بآيكا في المجر - ) هو لاعب كرة قدم مجري في مركز الهجوم. لعب مع زالايغيرزيغي تورنا إغيليت وFC Ajka ‏.

## وصلات خارجية
- غابور كوفاتش (لاعب كرة قدم) على موقع قاعدة بيانات كرة القدم.إي يو (الإنجليزية)